# Province de Parinacochas
La province de Parinacochas (en espagnol : Provincia de Parinacochas) est l'une des onze provinces de la région d'Ayacucho, au sud du Pérou. Son chef-lieu est la ville de Coracora.

## Toponymie
Le nom Parinacochas vient du quechua parihuana (« flamant rose ») et cocha (« lac »), qui est le nom du lac ou lagune d'eau salée qui s'étend au pied du volcan Sarasara.

## Géographie
La province couvre 5 968,32 km2. Elle est limitée au nord par les provinces de Andahuaylas, Aymaraes et Antabamba (région d'Apurímac), à l'est par la province de Paucar del Sara Sara, au sud par la région d'Arequipa et à l'ouest par la province de Lucanas.

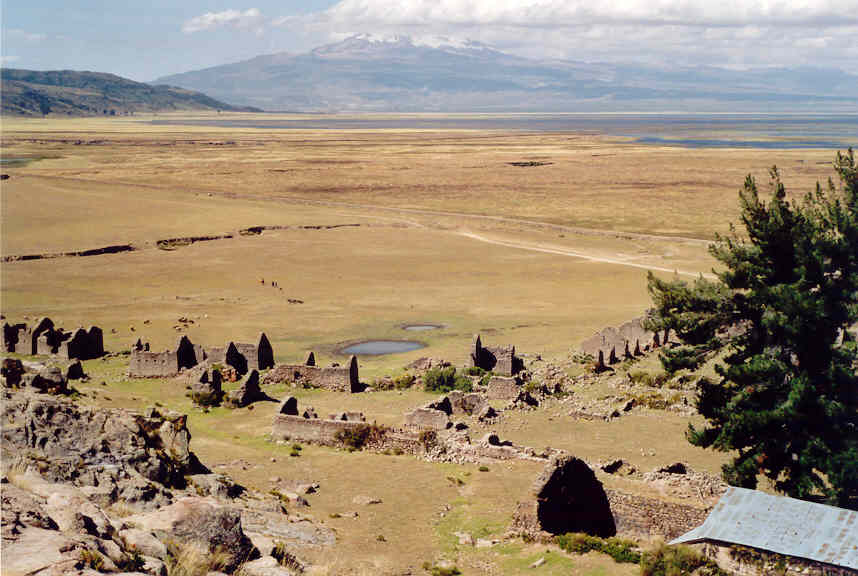
Le volcan Sarasara et le lac Parinacochas, depuis les hauteurs d'Incawasi.

## Divisions administratives
La province est divisée en 8 districts :
- Chumpi
- Coronel Castañeda
- Coracora
- Pacapausa
- Pullo
- Puyusca
- San Francisco de Ravacayco
- Upahuacho